# El soldado olvidado
El soldado olvidado (título original en francés "Le soldat oublié") es un relato autobiográfico  escrito por Guy Sajer (seudónimo de Guy Mouminoux, dibujante conocido también como Dimitri). Sajer, nacido en Alsacia de padre francés y madre alemana, se enroló en el ejército alemán en 1942 a la edad de 16 años y luchó durante la Segunda Guerra Mundial en el frente Ruso. Inicialmente fue asignado a una unidad de transporte y posteriormente ingresó en las filas de la división Großdeutschland donde terminaría la guerra en 1945 siendo capturado por los ingleses. El libro narra la terrible lucha contra el Ejército Rojo, los partisanos, el frío intenso y las enfermedades con gran realismo. 
El libro fue publicado en 1967 por la editorial Robert Laffont y resultó un gran éxito. Hasta 2011 ha vendido más de 3 millones de ejemplares y se ha traducido a más de 30 idiomas. En 1968 recibió el Prix des Deux Magots.
Desde los años 1980 existe un debate sobre el grado de autenticidad del relato. Algunos historiadores han identificado errores principalmente en fechas y nombres e insignias de unidades militares, mientras que otros han declarado el relato globalmente verídico y achacaron los pequeños detalles erróneos a la traducción de términos militares alemanes al francés y a fallos de memoria, ya que el libro se publicó 22 años después de los hechos. El propio autor intervino finalmente en el debate declarando que "nunca tuve la intención de componer un libro histórico de referencia sino que escribí sobre mis experiencias emocionales íntimas durante aquellos acontecimientos (...)  este libro no debe usarse bajo ninguna circunstancia como un manual de estrategia o como referencia cronológica." Aclara también que en Rusia los soldados rasos casi nunca sabían dónde se encontraban exactamente. Las fuerzas armadas de Estados Unidos incluyen El soldado olvidado en su lista de lecturas recomendadas, por ser un testimonio de primera mano de las vivencias y emociones de un combatiente de infantería. 